# 何塞·查韦斯
何塞·卡洛斯·查韦斯（西班牙語：José Carlos Chaves，1958年9月3日—），哥斯达黎加男子足球运动员，司职中场。他曾代表哥斯达黎加国家队参加1990年国际足联世界杯，结果队伍止步十六强赛。